# Adam Bennett
Adam Bennett (né le 30 mars 1971 à Georgetown en Ontario) est un joueur professionnel canadien de hockey sur glace.

## Carrière
En 1988, il commence sa carrière avec les Wolves de Sudbury de la Ligue de hockey de l'Ontario. En 1996, il est choisi au 1er tour, en 6e position lors du repêchage d'entrée dans la Ligue nationale de hockey par les Blackhawks de Chicago.
En 1990, il passe professionnel avec l'Ice d'Indianapolis dans la Ligue internationale. Il joue également ses premiers matchs dans la LNH avec les Blackhawks.
Le 7 octobre 1993, il est échangé aux Oilers d'Edmonton en retour de Kevin Todd. Il joue 48 parties avec les Oilers. En 1996, après une saison avec les Renegades de Richmond en ECHL, il met un terme à sa carrière.

## Statistiques
| Saison     | Équipe                | Ligue      |    | Saison régulière | Saison régulière | Saison régulière | Saison régulière | Saison régulière |   | Séries éliminatoires | Séries éliminatoires | Séries éliminatoires | Séries éliminatoires | Séries éliminatoires |
| Saison     | Équipe                | Ligue      | PJ | B                | A                | Pts              | Pun              | PJ               | B | A                    | Pts                  | Pun                  |                      |                      |
| 1988-1989  | Wolves de Sudbury     | LHO        | 66 | 7                | 22               | 29               | 133              |                  |   |                      |                      |                      |                      |                      |
| 1989-1990  | Wolves de Sudbury     | LHO        | 65 | 18               | 43               | 61               | 116              | 7                | 1 | 2                    | 3                    | 23                   |                      |                      |
| 1990-1991  | Wolves de Sudbury     | LHO        | 54 | 21               | 29               | 50               | 123              | 5                | 1 | 2                    | 3                    | 11                   |                      |                      |
| 1990-1991  | Ice d'Indianapolis    | LIH        | 3  | 0                | 1                | 1                | 12               | 2                | 0 | 0                    | 0                    | 0                    |                      |                      |
| 1991-1992  | Ice d'Indianapolis    | LIH        | 59 | 4                | 10               | 14               | 89               |                  |   |                      |                      |                      |                      |                      |
| 1991-1992  | Blackhawks de Chicago | LNH        | 5  | 0                | 0                | 0                | 12               |                  |   |                      |                      |                      |                      |                      |
| 1992-1993  | Ice d'Indianapolis    | LIH        | 39 | 8                | 16               | 24               | 69               | 2                | 0 | 0                    | 0                    | 2                    |                      |                      |
| 1992-1993  | Blackhawks de Chicago | LNH        | 16 | 0                | 2                | 2                | 8                |                  |   |                      |                      |                      |                      |                      |
| 1993-1994  | Oilers du Cap-Breton  | LAH        | 7  | 2                | 5                | 7                | 7                |                  |   |                      |                      |                      |                      |                      |
| 1993-1994  | Oilers d'Edmonton     | LNH        | 48 | 3                | 6                | 9                | 49               |                  |   |                      |                      |                      |                      |                      |
| 1994-1995  | Oilers du Cap-Breton  | LAH        | 10 | 0                | 3                | 3                | 6                |                  |   |                      |                      |                      |                      |                      |
| 1995-1996  | Renegades de Richmond | ECHL       | 5  | 0                | 1                | 1                | 2                |                  |   |                      |                      |                      |                      |                      |
| Totaux LNH | Totaux LNH            | Totaux LNH | 69 | 3                | 8                | 11               | 69               |                  |   |                      |                      |                      |                      |                      |

## Trophées et honneurs personnels
Ligue de hockey de l'Ontario
- 1991: élu dans la seconde équipe d'étoiles.